# CHEEKY
「CHEEKY」（チーキー）は、豊崎愛生の楽曲。彼女の9枚目のシングルとして2013年8月28日にMusicRay'nから発売された。楽曲は安藤裕子により制作された。

## 概要
豊崎のシングルとしては前作「フリップ フロップ」から3ヶ月ぶりのリリースとなる。作曲を豊崎が好きな歌手に挙げている安藤裕子、アレンジを安藤と共同作業する機会の多い山本隆二が手掛けているため、曲中には豊崎の好きなものが詰め込まれているという。なお制作に際し豊崎は安藤に、彼女へのメッセージおよび当曲に対する想いを込めたラブレターを手渡したという。タイトルの「CHEEKY」は、英語で意地っ張りの意で、自身の弱さを「飾らずに歌う」気持ちが反映されている。そのため歌詞には豊崎の内面を見透かすようなフレーズが盛り込まれている。
レコーディングでは、迷う部分があったものの、2ndシングル「ぼくを探して」収録時と違い、安藤のアドバイスのおかげでスムーズに歌えたという。
曲自体は恋の歌の様な要素を秘めており、Cメロでは『魔法使いサリー』の「テクマクマヤコン」を思わせる呪文のようなフレーズが取り入れられている。PVのテーマは「真っ白な世界」で、白をイメージしたスタジオと野外での2パターンで撮影が行われたが、当日は大雨であった。しかし収録当日は楽器録りの見学をしながら屋外で雨が降っている状況についてスタッフと「天気雨みたいな歌」ということを話していたこともあり、比較的集中できたという。
シングルは初回生産限定盤（SMCL-307/8）と通常盤（SMCL-309）の2種リリースで、初回限定盤には本曲のPVを収録したDVDが同梱されている。ジャケットはPV同様白い服で、背後には青い鳥が散りばめられている。なお撮影時は自身が鳥になることを意識して臨んだという。
シングルの2曲目「FANTASY」は、9月25日に発売された2枚目のアルバム『Love letters』への収録を意識して作られた曲で、ドラゴンやタイムマシンをそれぞれ紙とダンボールで制作するなど、ファンタジー要素を前面に出した感じに仕上がっている。しかし、『Love letters』には収録はされていない。

## 収録曲
| #         | タイトル                   | 作詞・作曲 | 編曲      | 時間  |
| --------- | -------------------------- | ---------- | --------- | ----- |
| 1.        | 「CHEEKY」                 | 安藤裕子   | 山本隆二  | 5:28  |
| 2.        | 「FANTASY」                | 谷山浩子   | 石井AQ    | 4:35  |
| 3.        | 「CHEEKY（Instrumental）」 |            |           | 5:25  |
| 合計時間: | 合計時間:                  | 合計時間:  | 合計時間: | 15:28 |

| #  | タイトル                        | 作詞 | 作曲・編曲 |
| -- | ------------------------------- | ---- | ---------- |
| 1. | 「CHEEKY」(Music Clip)          |      |            |
| 2. | 「CHEEKY」(TV Spot 15sec+30sec) |      |            |

## 収録アルバム
| 曲名                | 収録アルバム     | 発売日        | 備考                  |
| ------------------- | ---------------- | ------------- | --------------------- |
| CHEEKY -clover mix- | 『Love letters』 | 2013年9月25日 | 2ndオリジナルアルバム |